# Alsodes cantillanensis
Espèce
Statut de conservation UICN

 CR B1ab(iii) : 
En danger critique
Alsodes cantillanensis est une espèce d'amphibiens de la famille des Alsodidae.

## Répartition et habitat
Cette espèce est endémique de la région métropolitaine de Santiago au Chili. Elle vit dans les forêts de Nothofagus macrocarpa.

## Étymologie
Son nom d'espèce, composé de cantillan[a] et du suffixe latin -ensis, « qui vit dans, qui habite », lui a été donné en référence au lieu de sa découverte, les monts  Altos de Cantillana.

## Publication originale
- Charrier, Correa-Quezada, Castro & Méndez-Torres, 2015 : A new species of Anura: Alsodidae) from Altos de Cantillana, central Chile. Zootaxa, no 3915, p. 540–550.